# Dicentrus
Dicentrus is een kevergeslacht uit de familie van de boktorren (Cerambycidae). De wetenschappelijke naam van het geslacht werd voor het eerst geldig gepubliceerd in 1880 door LeConte.

## Soorten
Dicentrus omvat de volgende soorten:
- Dicentrus bidentatus (Champlain & Knull, 1926)
- Dicentrus bluthneri LeConte, 1880